# Dmitri Shuváyev
Dmitri Savélievich Shuváiev (en ruso: Дмитрий Савельевич Шуваев; 24 de octubre de 1854 - 19 de diciembre de 1937) fue un líder militar, general de infantería (1912) y Ministro de Guerra ruso (1916).

## Biografía
Dmitri Shuváiev se graduó en la Escuela Militar Alejandro en 1872. Entre 1873 y 1875, participó en campañas en Asia Central. Abandonó la Academia de Estado Mayor General en 1878. En 1879, se convirtió en profesor de la escuela militar en Kiev.
Comandó una división (1905) y un cuerpo de ejército (1907-1908). En 1909, Shuváiev fue designado a la cabeza de la Jefatura del Departamento de Intendencia. Después pasó al cargo de Jefe de Intendencia de Campo entre diciembre de 1915 y marzo de 1916.
Shuváiev fue nombrado ministro de guerra el 15 de marzo de 1916, sucediendo a Alekséi Polivánov. En este papel apoyó a Mitrofán Voronkov y Vladímir Groman, en consideración a la fijación del precio del grano: Voronkov y Groman defendían fijar bajos precios, pero el ministro Alekséi Bóbrinski, portavoz de los intereses terratenientes, en un principio se aseguró de que estos fueran lo bastante altos. No obstante, cuando Shuváiev se involucró, la política de Bóbrinski fue derrotada y Voronkov se convirtió en portavoz de la materia. El 3 de enero de 1917 fue designado para el Consejo de Estado y sucedió a Mijaíl Beliáiev. Tras la Revolución de Octubre, Shuváiev sirvió en el Ejército Rojo como comandante entre 1918 y 1926 y enseñó en diferentes escuelas militares.
Su hijo, Aleksandr Shuváiev, lideró el 4.º Ejército Rojo en la batalla de Varsovia durante la guerra polaco-soviética.
Se retiró del servicio militar en 1926. El 5 de diciembre de 1937, Shuváiev fue arrestado por el NKVD. Fue sentenciado a muerte el 15 de diciembre y fusilado el 19 de diciembre de 1937. Fue rehabilitado póstumamente en 1956.

## Honores
- Orden de San Estanislao, 1.ª clase (1903), 2.ª clase con espadas (1876), 3.ª clase con espadas y lazo (1874)
- Orden de Santa Ana, 1.ª clase (1906), 2.ª clase (1881), 3.ª clase con espadas y lazo (1876), 4.ª clase (1874)
- Orden de San Vladimir, 2.ª clase (5 de septiembre de 1909), 3.ª clase (1890), 4.ª clase (1885)
- Orden del Águila Blanca (25 de marzo de 1912)